# Novokarlivka, Polohî
Novokarlivka (în ucraineană Новокарлівка) este un sat în comuna Injenerne din raionul Polohî, regiunea Zaporijjea, Ucraina.

## Demografie
Componența lingvistică a localității Novokarlivka
     Ucraineană (90,94%)
     Rusă (8,74%)
Conform recensământului din 2001, majoritatea populației localității Novokarlivka era vorbitoare de ucraineană (90,94%), existând în minoritate și vorbitori de rusă (8,74%).